# Collarada
Der Collarada ist ein Berggipfel der Pyrenäen in Spanien mit einer Höhe von 2886 m. Er liegt im Bereich der Gemeinde Villanúa in der Provinz Huesca der Region Aragonien. Rs ist der höchste Berg der Comarca (Kreis, Bezirk) Jacetania und wegen seiner weiten Sichtbarkeit einer der beeindruckendsten Pyrenäengipfel.
Der Collarada gehört zu den inneren Gebirgen der Pyrenäen und ist Teil des Circo de Ip (eines Gipfelkreises), in dessen Mitte sich der Gletschersee von Ip befindet. 
Der Berg besteht aus Kalkstein, was durch Zeit, Vergletscherung und Wasser dazu führt, dass sich in ihm ein komplexes Karstsystem aus Höhlen, Löchern und Gruben gebildet hat und sich durch das Wasser, das in Form von Flüssen, Seen und durch Versickern auf sie einwirkt, weiter verändert.
Innerhalb der Karst-Formationen des Collarada sind besonders die touristisch zugängliche Höhle Las Güixas („grutas viejas“ = alte Grotten), die Cándalo-Quelle, die Vernero-Grube und die Höllen (infierno)- bzw. Buxaquera-Grube von Bedeutung. Letztere befindet sich in 2500 m Höhe und hat eine Tiefe von 714 m.